# Cacostola acuticauda
Cacostola acuticauda là một loài bọ cánh cứng trong họ Cerambycidae.